# 硒酸铯
硒酸铯是一种无机化合物，化学式为Cs2SeO4，可以形成正交晶系的无色晶体。

## 制备
硒酸铯可由碳酸铯和硒酸溶液反应得到：
{\displaystyle {\ce {Cs2CO3 + H2SeO4 -> Cs2SeO4 + H2O + CO2}}}{\displaystyle \uparrow }
硒酸和氢氧化铯的中和反应也能制备硒酸铯：
{\displaystyle {\ce {2 CsOH + H2SeO4 -> Cs2SeO4 + 2 H2O}}}

## 性质
硒酸铯在Cs2SeO4-Li2SeO4-H2O及其酸化体系中可以析出CsLiSeO4·1⁄2H2O、Cs4LiH3(SeO4)4等化合物。它也可以和其它金属形成复盐，如Cs2Mg(SeO4)2·6H2O、Cs2Co(SeO4)2·6H2O等。